# Szekrényessy Attila (történész)
Szekrényessy Attila (Budapest, 1968. március 15.) magyar történész.

## Élete
A székelyhídi Szekrényessy család leszármazottja, Szekrényessy Kálmán első magyar úszó és első sportújság alapítójának ük-unokaöccse.
Tanulmányait a Károli Gáspár Református Egyetem Bölcsészettudományi Karán végezte (1998). A Budapesti Történeti Múzeum megbízásos kutatója (1998–1999). A Károli Gáspár Református Egyetem oktatója (2003). A Budapest Főváros Városképvédelmi Bizottságának felkért szakmai tanácsadója (2002–2006). A Magyar Heraldikai és Genealógiai Társaság tagja (1994). Jókai Anna ajánlásával a Magyar Írószövetség tagja (2008). Főként történeti segédtudományokkal, heraldikával, genealógiával, archontológiával, helytörténettel és nemesi szociográfiával foglalkozik. Mintegy hatvan magyarországi település címerét tervezte (Balatonkenese, Balatonszepezd, Gyál, Recsk, Süttő, Vértesszőlős stb.).
A Várkapitányság tudományos munkatársa, a Nemzeti Hauszmann Program kutató történésze, több kötet szaklektora, a Magyar Testgyakorlók Köre (MTK) múzeumi anyagának kutatója és tudományos kidolgozója.
Számos szaktanulmány, lexikon-szócikk és tudományos publikáció szerzője.

## Művei
- Nevezetes napja volt Balatonfürednek (1995)
- Sédtőtől Süttőig (1995)
- Fény és árny – egy 19. századi novella társadalmi és családtörténeti vonatkozásai (1999)
- Szekrényessy breviárium (2000)
- A bódva-völgyi nemesség szakácskönyve 18-20. század (2001)
- Sáros a magyar Gascogne (2002)
- Egy sportriporter emlékezései (szerk.) (2003)
- Scholtz Pál Kornél a barlangász (2004)
- A Balaton-átúszások története (2005)
- Egy borsodi udvarház története (2006)
- dr. Gratz Gusztáv: Visszaemlékezéseim (szerk.) 2007
- Egy felvidéki kastély hétköznapjai (2007)
- Kacérkodni fogok vele Slachta Etelka soproni úrileány naplója (szerk. Katona Csabával közösen) (2007)
- Én azért önnek sem igent, sem nemet nem mondtam. Válogatás Slachta Etelka és Szekrényessy József leveleiből (szerk. Katona Csabával közösen) (2008)
- Női sorsok, asszonyi hétköznapok Borsodon (szerk) (2008)
- A Szent László Óvoda Jubileumi Évkönyve I. 1993-2008 (szerk.), Bp., 2008
- Az úszás apostola (2009)
- Kőbánya mecénása (2010)
- Szombathelyi enteriőr (2010)
- Pest-budai őskarácsonyok Bp., 2012
- Eperjes története képekben – História Presova v obrázkoch /szlovák-magyar/ (2013) ISBN 978-80-8062-481-1
- A Szent László Óvoda Jubileumi Évkönyve II. 1993-2013 (szerk.) Bp., 2013
- Egy polgárház vallomásai Bp. (2014)
- Leveleskönyv 1770-2015 (2015)
- A Szekrényessy család tagjainak versgyűjteménye 1827-2016 (2016)
- Az MTK születése (2016) ISBN 978-963-12-4537-0
- A veszelei és zólyomi Weszelovszky család öt évszázada (2016) ISBN 978-963-12-7029-7
- A Szent László Óvoda Jubileumi Évkönyve III. 1993-2018 (szerk.), Bp., 2018
- "Hazámat gyászolom" (Eperjes cseh és szlovák megszállásának 100. évfordulójára), Bp., 2018
- Igei tanítások I. (2019) ISBN 978-615-00-5752-1
- Eperjes történeti demográfiája 1428-1920 (2020) ISBN 978-615-00-9277-5
- Jeles méltóság – Budai várnagyok, várparancsnokok és várkapitányok (1265-2021), Bp., 2021
- A zuglói akácok alatt - Impressziók kisgyermekkoromból (1968-1976) Solus, Bp., 2021
- Az első magyar úszó emlékezete azaz Gyászbeszédek Szekrényessy Kálmán 2008. nov. 28-i ünnepélyes újratemetéséről; Solus, Bp., 2021
- Piliscsaba-Klotildliget története I. Pilisvidék a magyar Svájc ISBN 978-615-81777-4-0
- Felhők alatt - Impressziók tinédzserkoromból (1976-1986), Solus, Bp. 2024 (Alul a sár, felül a mennybolt memoárciklus 2. kötete)